# 西岸地區

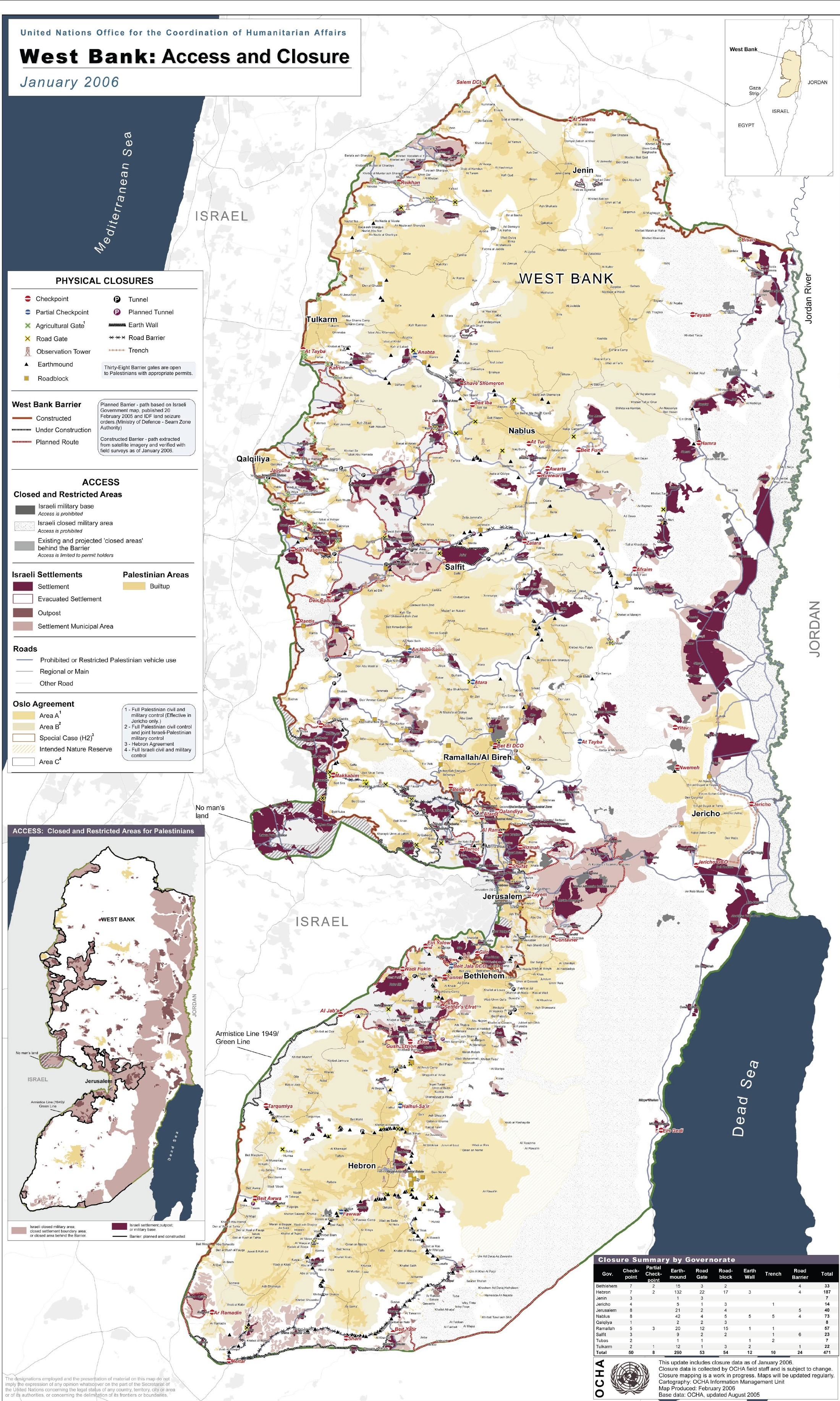
西岸地区地图。根据奥斯陆协定，西岸地区分为A区（深黄）、B区（浅黄）和C区（白色），其中A区的军事与民事管辖权均由巴勒斯坦民族权力机构控制（空域由以色列控制）；B区由以色列军事控制，但民事管辖权由巴勒斯坦民族权力机构控制；C区的军事与民事管辖权均由以色列控制。此外，还有设置以色列定居点（红色系）

西岸地區（羅馬化：aḍ-Ḍiffah al-Ġarbiyyah，羅馬化：HaGadah HaMa'aravit，可簡稱西岸）是黎凡特地中海沿岸的內陸領土地區，巴勒斯坦的一个地區，位於約旦河以西，总面积5879平方公里，其中死海水域面积220平方公里，陆地面积5659平方公里。東邊與約旦和死海接壤，南邊、西邊和北邊與以色列（見綠線）接壤。2016年7月的西岸巴勒斯坦人估計人口有2,697,687人。
自1967年第三次中东战争以來，西岸地區大部分一直處於以色列軍事佔領之下。1995年簽署《奥斯陆第二协议》以來，被分為165個巴勒斯坦飛地，這些飛地全部或部分由巴勒斯坦民族权力机构進行有限度的民政管理，以色列透過以色列民政管理局管理西岸（不包括東耶路撒冷）的犹地亚-撒马利亚区，以及一個包含230個以色列定居点。根据国际法院2024年的一项咨询意见认定，以色列的占领违反国际法。

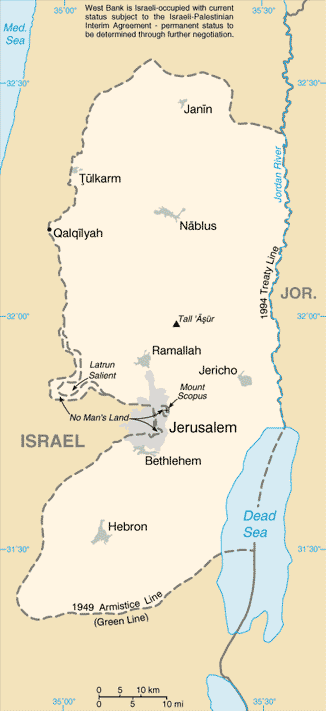
西岸地區地圖
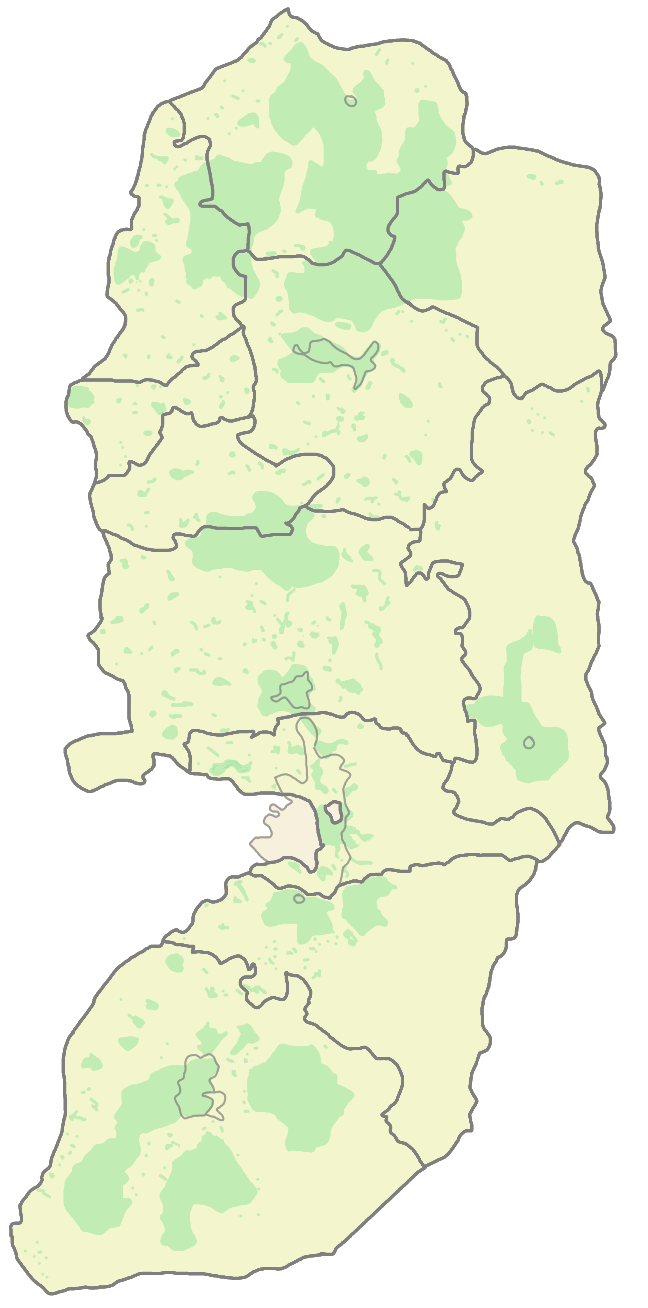
西岸地区行政区，绿区即巴勒斯坦掌控的A区
绿区即巴勒斯坦管区
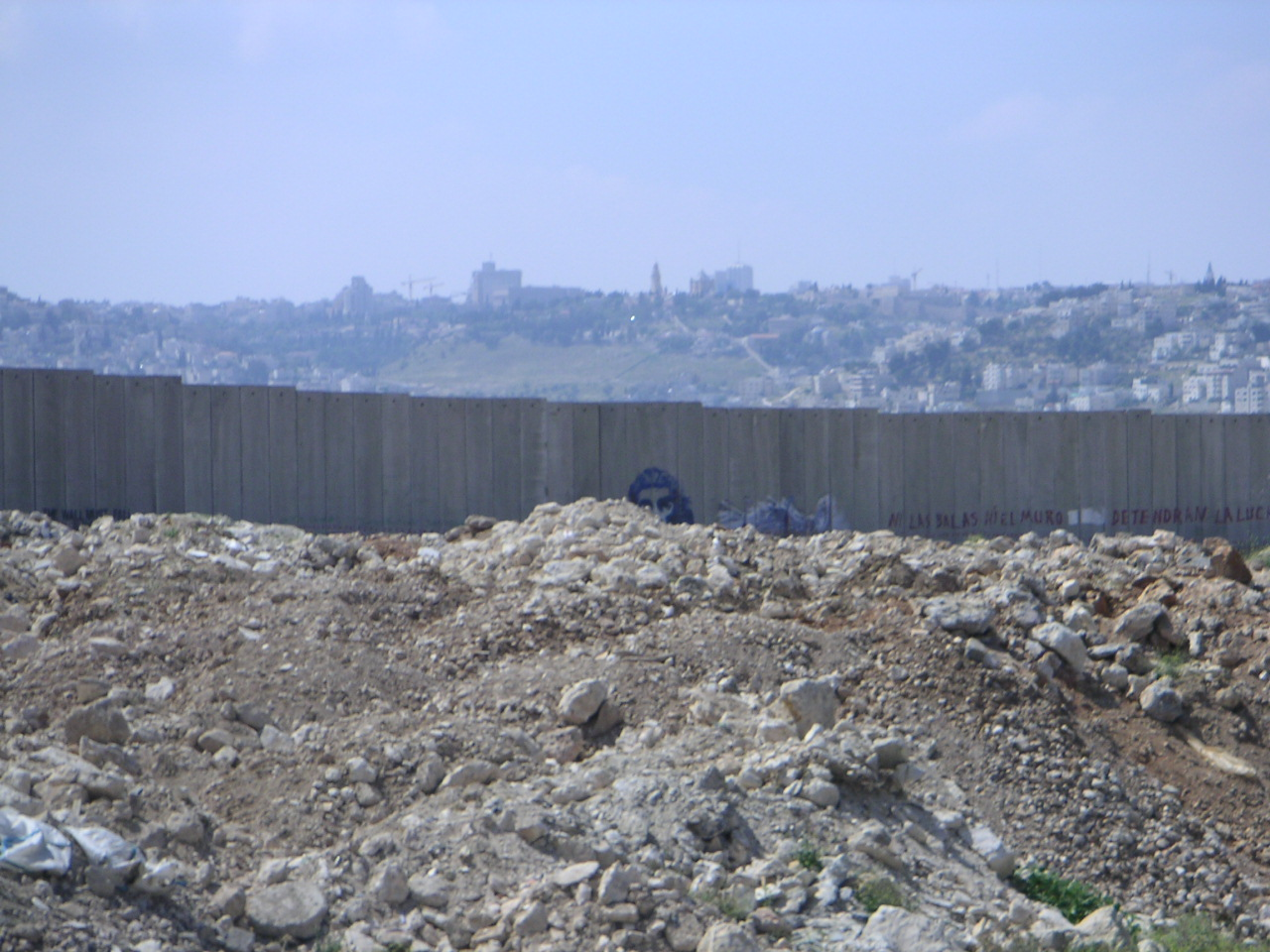
以色列興建的隔離牆

## 歷史
1517至1917年，西岸地區屬於鄂圖曼土耳其帝國大敘利亞省轄下的一部分。第一次世界大戰後被英國佔領。
1948年第一次中東戰爭後，西岸地區及東耶路撒冷被約旦吞併。
1967年第三次中東戰爭由埃及、約旦和敘利亞聯軍攻打以色列，因聯軍被打敗，此地區被以色列全部佔領至1990年代。現在該地區連同加沙地帶合稱巴勒斯坦。
2016年12月，聯合國安理會通過要求以色列結束在約旦河西岸屯墾的第2334號決議，在美國投棄權票、安理會常任理事國及10個非常任理事國無國家反對下通過，以色列對此強力反对，此決議等於宣佈以色列於約旦河西岸是佔領巴勒斯坦領土，也間接宣告巴勒斯坦有一種準國家的類主權概念。以色列總理納坦雅胡對閣員表示，從掌握的情資顯示，此一決議無疑是歐巴馬政府發起、支持、協調措辭且要求通過的，外界認為是巴拉克·奧巴馬在擺脫包袱後，開始展現長期以來的反以真實意識形態，做一些早就想做的事。納坦雅胡向美國國務卿約翰·凱瑞表明「如同我在週四（22日）說的，朋友不會把朋友提交安理會。」而凱瑞則指容許通過決議只是為了代表國際捍衛兩國方案，美國認為以色列若不接受兩國方案，以巴難以長久和平。這是1979年以來，美國首次沒有行使否決權阻礙聯合國通過譴責以色列的決議案，此案原本由埃及提出，但因埃及顧及與以色列的關係下撤回，新西蘭、塞內加爾、馬來西亞和委內瑞拉在法國鼓動下提出，以色列隨後宣布對四國中有邦交的新西蘭、塞內加爾撤回大使，並中斷對塞內加爾的一切援助交流，以及重新審視與支持決議通過之非常任理事國的關係。

## 附註
1. ↑  . Central Intelligence Agency.   [2017-02-11]. （原始内容存档于2014-05-06）.
2. ↑  . BBC News. 2024-07-19  [2024-07-19]. （原始内容存档于2024-07-19） （英国英语）.
3. ↑  .   [2016-12-26]. （原始内容存档于2016-12-26）.